# Pseudoplatystoma magdaleniatum
Pseudoplatystoma magdaleniatum är en fiskart som beskrevs av Buitrago-suárez och Burr 2007. Pseudoplatystoma magdaleniatum ingår i släktet Pseudoplatystoma och familjen Pimelodidae. Inga underarter finns listade i Catalogue of Life.